# Bakterie purpurowe
Bakterie purpurowe – grupa fototroficznych bakterii anoksygenowych zaliczana najczęściej do proteobakterii. Powszechnym miejscem ich występowania są zbiorniki wody słonej i słodkiej. Nazwa tej grupy pochodzi od znaczącego udziału barwników karotenoidowych, które nadają jej przedstawicielom charakterystyczny kolor.
Niemal wszystkie zaliczane tu gatunki zawierają bakteriochlorofil a, wiążą dwutlenek węgla w cyklu rybulozobisfosforanowym, a jako donory elektronu w fotosyntezie zamiast wody wykorzystują związki nieorganiczne jak np. siarkowodór czy wodór lub związki organiczne. Z tego powodu w fotosyntezie przeprowadzanej przez te organizmy nie powstaje tlen (tzw. fotosynteza anoksygenowa).
Bakterie purpurowe można podzielić na dwie grupy:
- purpurowe bakterie siarkowe
- purpurowe bakterie bezsiarkowe

Bakterie purpurowe nie są grupą jednorodną filogenetycznie, pod tym względem można wśród nich wyróżnić:
- grupę alfa:
  - Rhodospirillum
  - Rhodopseudomonas
  - Rhodobacter
  - Rhodomicrobium
  - Erythrobacter
- grupę beta:
  - Rhodocyclus
- grupę gamma:
  - Chromatium
  - Thiospirillum
  - Thiocapsa
  - Thiocystis
  - Lamprocystis